# 西野橋 (上尾市)

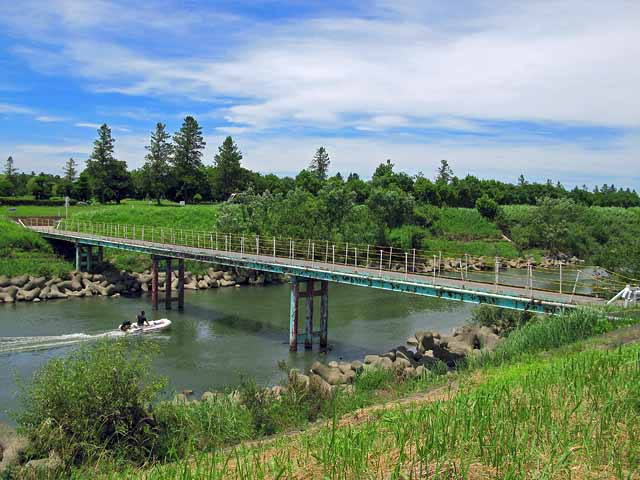
左岸下流側、高水敷より望む西野橋

西野橋（にしやばし、にしのはし）は埼玉県上尾市大字平方の荒川本流上に架かる上尾市道10156号の冠水橋（潜水橋）である。
荒川本流上の冠水橋としては最も下流側に位置する。西野とは橋付近の大字平方の小字である。

## 概要
荒川の河口から48.8キロメートルの地点に架かる全長57.1メートル、有効幅員2.3メートルの高水敷に架かる4径間の鋼鈑桁橋の冠水橋（かんすいきょう）で、上流にある樋詰橋や高尾橋によく似た鋼管製の橋脚を持つ桁橋である。路面はアスファルト舗装されている。現行橋は各種通行制限があり、幅員制限は標識にて1.8メートルで、重量制限は2.0トンとなっている。道幅が狭いことから片側交互通行である。地覆にポールを立ててロープを張った取り外しが可能で簡易な欄干が設置されている。この欄干は増水による冠水が見込まれる際は取り外される。橋が通る上尾市道10156号は上尾市と川島町を直接結ぶ唯一の市道（認定路線）である。
800メートルほど下流側に開平橋が架かる。1977年までは開平橋も西野橋と同様に冠水橋であった。
左岸側に立地するクラブハウスと右岸側のゴルフコースを結び、専らゴルフ場の橋として機能している実態であるが、上述の通行制限を満たしていれはゴルフ場の関係者以外の誰もが利用できる。
冠水橋なので、荒川の増水が高水敷にまで達すると文字通り水没する場合もあるため、それが見込まれる時、橋は通行止めとなる。
上尾市管理で市の委託で欄干の着脱などの橋の管理は、橋の近傍に所在するリバーサイドフェニックスゴルフクラブが行う。
洪水による塗装の剥離により錆が発生していて橋の損傷が著しく、その維持管理が課題となっている。
西野橋は上尾市道の橋では、上尾駅に架かる宏栄橋の156.42メートルに次いで長く、水域に架かる橋ではもっとも長い橋である。

## 歴史
昔の荒川は西に大きくΩの字を描くように蛇行して流れ、入間川が合流していた。その流路は上尾市の市境とほぼ一致する。1910年（明治43年）8月に起きた明治43年の大水害を契機に、昭和初期に南北に直線的な捷水路が開削されたことで、平方の一部が右岸側に取り残されることとなった。年配の人はこの川を新川とも呼んでいる。橋はその右岸側に飛び地化された市域を結ぶように架けられている。
現行の橋は1967年（昭和42年）架設された。以前は橋長45.6メートル、幅員2.5メートルの完全な木橋であった。
この橋は1983年（昭和58年）流失し、1984年（昭和59年）秋、復旧工事が着工された。なお、復旧の際、橋台は再利用された。前回の塗装から10年ほど経過してその劣化が目立つようなり、建設省（現在の国土交通省）からの指導を受けて1995年度に塗り変えが実施された。

## 周辺
河川敷は右岸側に広く取られている。河川敷は主にゴルフ場などのレジャー施設や、農地として利用されている。
また、毎年夏季には付近の河川敷であげお花火大会が行なわれる。
橋のすぐ上流側は比企郡川島町の町域となっている他、川越市の市域も近い。橋を渡った市道は川島町に至るが、川島町内の道路の状態が悪く、抜け道としては機能していない。西野橋の近傍を流れる入間川には、桁受けは本橋とは異なりコンクリート製だが、似た構造の出丸橋が架けられている。
- リバーサイドフェニックスゴルフクラブ - 旧名「川越初雁カントリークラブ」[18]
- 三ツ又沼ビオトープ
- 西野土手、西野樋管[1]
- 埼玉県立上尾橘高等学校
- 小塚浅間塚（富士塚） ‐ 市指定有形民俗文化財[19]
- 上尾丸山公園
- 上尾サイクリングコース

## 風景

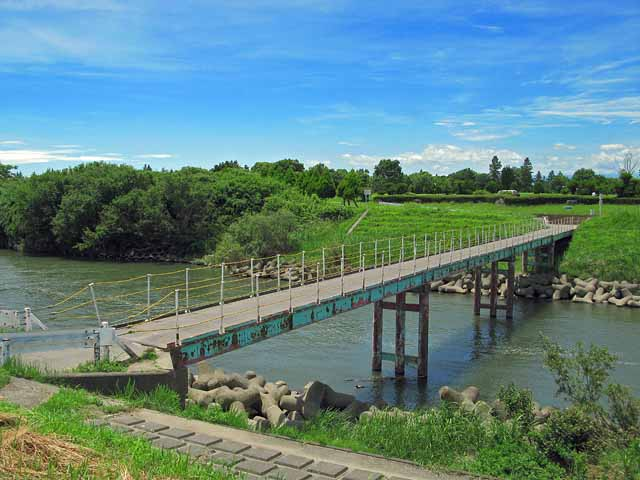
左岸上流側より
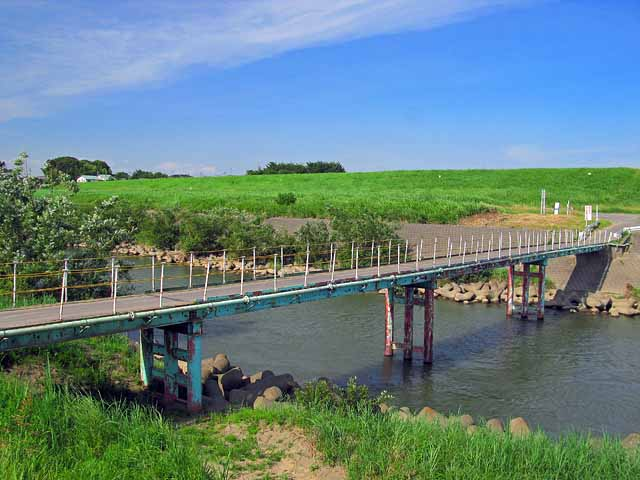
右岸下流側より

## 隣の橋
- 荒川

（上流） - 太郎右衛門橋 - 樋詰橋 - 西野橋 - 開平橋 - 上江橋 - （下流）